# Москоу Кантри Клаб
Москоу Кантри Клаб (бывший Le Meridien Moscow Country Club) — гольф-клуб и загородный отель в Красногорском районе Московской области России, к северу от посёлка Нахабино. Основан в 1994 году. Является филиалом ГлавУпДК

## История
В клубе находится первое в России 18-луночное поле для гольфа международного класса, построенное российской компанией по проекту американских архитекторов Роберта Трент Джонса и его сына
Роберта Трент Джонса-младшего, спроектировавших более 600 полей для гольфа в различных странах мира.
Клуб открылся 3 сентября 1994 года. В том же году там был проведён первый профессиональный турнир на первых 9 лунках.
На территории Moscow Country Club проводятся важнейшие российские соревнования по гольфу, в том числе Кубок президента России по гольфу. На поле «Москоу Кантри Клаб» в 1999 году выходил известный немецкий футболист Франц Бекенбауэр, в 2003 году — премьер-министр Японии Дзюньитиро Коидзуми, в 2004 году — Принц Кентский Майкл и президент Казахстана Нурсултан Назарбаев.
В 1997 году на территории клуба была создана Академия детского гольфа, в период с 1997 по 2007 год там прошли обучение 200 детей.
В клубе проводятся массовые и культурные мероприятия. В частности, 7 августа 2008 года московская радиостанция «Серебряный дождь» отметила там своё тринадцатилетие.
По состоянию на 2009 год, аренда домика (загородной резиденции) стоит от 15 000 до 25 000 евро в месяц, плюс до 15 000 евро в год на дополнительные расходы. Существует лист ожидания, в котором записаны сотни желающих арендовать дом

## Критические публикации в СМИ
1 июля 2009 года обозреватель газеты «Известия» Дм. Соколов-Митрич, по его словам, проведший в клубе несколько дней, опубликовал репортаж, в котором описывал события, развернувшиеся на его территории, связанные с гибелью сына одного из арендаторов — дипломата Вадима Васильева. Его 4-летний сын Вениамин упал в неогороженный пруд. Погибла также 41-летняя няня, которая пыталась спасти ребёнка. Журналист отмечает, что ребёнку не была оказана своевременная помощь, критикует работу охраны и управляющей компании.

## Интересные факты
- Бывший мэр Москвы Юрий Лужков и его супруга бизнесмен Елена Батурина посещали клуб с 2003 года, в 2007—2008 годах бывали в нём практически каждое воскресенье [5]